# 佩斯科帕加诺
佩斯科帕加诺（義大利語：Pescopagano），是意大利波坦察省的一个市镇。总面积69平方公里，人口2045人，人口密度29.6人/平方公里（2009年）。ISTAT代码为076058。